# 地方たばこ税
地方たばこ税（ちほうたばこぜい）は、地方税法（昭和25年7月31日法律第226号）に基づき、小売販売業者の営業所所在の都道府県及び市区町村が、卸売販売業者等が製造たばこを小売販売業者に売り渡す場合に、当該売渡しを行う当該卸売販売業者等に課する税である。道府県たばこ税と市町村たばこ税がある。東京区部については、東京都が道府県たばこ税を、特別区が市町村たばこ税を課している。
国の財源として当時の日本専売公社が専売納付金を納付していたが、道府県の歳入の補強の一環としてその一部を移譲する形で昭和29年に創設された。市町村たばこ税も道府県歳入の補強の一環として行われた税制改革の中で同時に創設された。現在、製造たばこに対しては、国税であるたばこ税（たばこ特別税を含む）と地方税である地方たばこ税が課税されている。

## 課税物件
地方たばこ税の課税物件は、製造たばこである。製造たばことは、葉たばこを原料として、喫煙用、かみ用又はかぎ用に供し得る状態に製造されたものである（たばこ事業法2条3号）。

## 課税標準
売渡し等にかかる製造たばこの本数である（地方税法74条の4第1項）。

## 課税団体
小売販売業者の営業所所在の都道府県及び市区町村である（地方税法74条の4第1項）。

## 納税義務者
製造たばこの卸売販売業者等である。
- 卸売販売業者等: 製造たばこの製造者（日本たばこ産業（株））、特定販売業者（輸入たばこの販売業者）、卸売販売業者のことを指す。

## 税率
地方たばこ税の税率は、次のとおりである（平成25年4月1日改正）。
- 通常の製造たばこ - 地方税法74条の5および468条

1,000本当たり 6,122円（道府県たばこ税 860円／市町村たばこ税 5,262円）
- 製造たばこ（旧3級品）- 地方税法附則12条の2および附則30条の2

1,000本当たり 2,906円（道府県たばこ税 411円／市町村たばこ税 2,495円）

### 税率の推移
- 改定年：都道府県たばこ税/旧3級品：市町村たばこ税/旧3級品
- 平成25年： 860円/411円：5262円/2495円
- 平成22年：1504円/716円：4618円/2190円
- 平成18年：1074円/511円：3298円/1564円
- 平成15年：969円/461円：2977円/1412円
- 平成12年：886円/413円：2668円/1266円
- 平成10年：886円/413円：2434円/1155円
- 平成元年：1129円/1129円：1997円/948円
- 昭和29年(創設時)：115分の10

## 徴収
申告納付（地方税法74条の9）。毎月の売渡し等に係る状況を記載した申告書を翌月中に提出し、税を納付する。申告書提出先及び税納付先は、都道府県知事及び市町村長である。

## 税収
総務省の統計を参照（http://www.soumu.go.jp/czaisei/czaisei_seido/ichiran01_j.html）
https://warp.da.ndl.go.jp/info:ndljp/pid/283520/www.soumu.go.jp/czaisei/czaisei_seido/ichiran01_j.html
- 平成17年度決算 11,205億円

　 うち都道府県　 2,752億円
　　　 市町村 　8,453億円